# Callionymus marquesensis
Callionymus marquesensis là một loài cá biển thuộc chi Callionymus trong họ Cá đàn lia. Loài này được mô tả lần đầu tiên vào năm 1989.

## Phân bố và môi trường sống
C. marquesensis có phạm vi phân bố ở Nam Thái Bình Dương. Loài cá này được tìm thấy ở vùng biển thuộc quần đảo Marquises. Danh pháp khoa học của chúng bắt nguồn từ tên gọi của quần đảo này.

## Mô tả
Mẫu vật lớn nhất của C. marquesensis có chiều dài cơ thể được ghi nhận là 2,1 cm.